# Holger Ditlev Schrader
Holger Ditlev Schrader (ur. 3 stycznia 1889 w Viborgu - zm. 6 maja 1971) – duńsko-gdański przedsiębiorca i duński urzędnik konsularny.
Jego rodzicami był Axel Edvard Schrader oraz Dagmar F. Fangel. Ukończył studia politechniczne na Politechnice (Den Polytekniske Læreanstalt) w Kopenhadze. Pełnił szereg funkcji, m.in. inżyniera operacyjnego w fabryce cementu w Noworosyjsku (1910–1917), dyrektora filii fabryki oleju w Lipawie (Libau Oliefabriks) w Rostowie nad Donem (1917–1921), inżyniera operacyjnego w zakładach rafinacji oleju „Teutonia” (Oelwerke Teutonia) w Harburgu, obecnie w granicach Hamburga (1921–1923), oraz dla zakładów rafinacji oleju w Aarhus (Aarhus Oliefabrik) w Rosji, Niemczech i Polsce (1923–1926). Był dyrektorem kilku fabryk w Gdańsku - filii zakładów rafinacji oleju w Aarhus (Aarhus Oliefabrik) (1926–1929), margaryny Amada AG (Vereinigte Oel- und Margarinewerke Aktiengesellschaft) (1929–1945), rafinacji oleju „Unida” (Unida Ölwerke GmbH), Gdańskiego Towarzystwa Handlu Śledziami (Danziger Hringshandels GmbH) (1939–1945), Towarzystwa Przemysłu Rybnego (Fischindustriegesellgchaft) w Gdyni (1939–1945), oraz Gdańskiej Fabryki Mydła (Danziger Seifenfabrik Gebr. Karpenkiel GmbH) (1941–1945). Jednocześnie pełnił funkcję konsula/konsula generalnego Danii w tym mieście (1937–1945), pokrywając też jego wydatki. Doradzał też szeregu spółkom akcyjnym - Viggo Østergaard w Aarhus, Solofabriken w Sønderborg, oraz Korsør Margarinefabrik i Pakko-Tryk w Korsør.